# Моркуша
Моркуша — река в России, протекает по Комсомольскому району Ивановской области. Правый приток реки Чёрная (приток Лахости).

## География
Река Моркуша берёт начало в болотах в районе села Октябрьский. Течёт на запад через леса. На реке образовано Моркушское водохранилище. Устье реки находится в 4 км по правому берегу реки Чёрная. Длина реки составляет 16 км, площадь водосборного бассейна 124 км².

## Данные водного реестра
По данным государственного водного реестра России относится к Верхневолжскому бассейновому округу, водохозяйственный участок реки — Волга от Рыбинского гидроузла до города Кострома, без реки Кострома от истока до водомерного поста у деревни Исады, речной подбассейн реки — Волга ниже Рыбинского водохранилища до впадения Оки. Речной бассейн реки — (Верхняя) Волга до Куйбышевского водохранилища (без бассейна Оки).
Код объекта в государственном водном реестре — 08010300212110000011016.